# Garena Free Fire
Garena Free Fire, également connu sous le nom de Free Fire, est un jeu de battle royale, développé par 111 Dots Studio et publié par Garena pour Android et iOS,. Il est devenu le jeu mobile le plus téléchargé au niveau mondial en 2019. Le jeu a reçu le prix du « Meilleur jeu à vote populaire » par le Google Play Store en 2019. En mai 2020, Free Fire a établi un record avec plus de 80 millions d'utilisateurs actifs quotidiens dans le monde. En novembre 2019, Free Fire a rapporté plus d'un milliard de dollars dans le monde.r
I
Free Fire Max, une version améliorée de Free Fire, est en cours de développement. Le pré-enregistrement initial de Free Fire Max est désormais ouvert pour la région MENA.

## Système de jeu
Garena Free Fire est un jeu d'action-aventure de type battle royale qui se joue en ligne et à la troisième personne.
Le jeu consiste à faire tomber jusqu'à 50 joueurs d'un parachute sur une île à la recherche d'armes et d'équipements pour tuer les autres joueurs. Les joueurs sont libres de choisir leur position de départ, de prendre des armes et des fournitures pour prolonger leur vie de combat.
Lorsque les joueurs rejoignent une partie, ils entrent dans un avion qui survole l'île. Pendant que l'avion survole l'île, les joueurs peuvent sauter où ils veulent, ce qui leur permet de choisir un endroit stratégique pour atterrir loin des ennemis. Après avoir atterri, les joueurs doivent ensuite partir à la recherche d'armes et d'objets utilitaires. Du matériel médical, des armes de taille moyenne et grande, des grenades et d'autres objets caractéristiques peuvent être trouvés partout sur l'île. Le but ultime des joueurs est de survivre sur l'île avec un maximum de 50 joueurs en ligne ; pour cela, ils doivent éliminer tous les adversaires qu'ils rencontrent en chemin et s'assurer qu'ils sont les seuls survivants. La zone de sécurité disponible sur la carte du jeu diminue de taille au fil du temps, ce qui oblige les joueurs survivants à se déplacer dans des zones plus étroites pour forcer les rencontres. Le dernier joueur ou la dernière équipe debout remporte la partie.

## Accueil
Les graphismes ont été décrits comme ayant « un avantage pour les téléphones à spécifications moyennes et basses », mais un critique a déclaré que « si les jeux avec de bons graphismes sont votre truc, alors nous ne vous recommandons pas de jouer à Free Fire Battlegrounds. Mais si vous aimez les jeux de battle royale et que vous voulez vous amuser avec vos amis, vous devriez absolument y jouer ».
Free Fire est un jeu vidéo qui propose une variété d'événements en jeu. Ces événements peuvent être payants ou donner aux joueurs une chance de gagner des récompenses et des bonus en jeu. Les événements payants, tels que l'Elite Pass (qui remplace désormais le Battle Pass après la saison 32), permettent aux joueurs d'acheter des produits cosmétiques et des objets exclusifs, tandis que d'autres événements sont généralement accessibles à tous les joueurs et ne nécessitent aucun paiement pour participer. Ces événements donnent aux joueurs la possibilité de débloquer de meilleurs objets dans le jeu sans payer pour cela. Le thème et le calendrier de ces événements peuvent varier.
Tais Carvalho de TechTudo a commenté que Free Fire  donne la priorité aux performances, ce qui en fait un excellent choix pour tout type d'appareil. Le gameplay se démarque et possède suffisamment de contenu pour divertir et offrir des combats gratifiants ». En ce qui concerne la progression des personnages et des compétences, elle a déclaré qu'il s'agissait d'un « ajout flashy »,
Dans la liste annuelle de Google Play des « meilleures applications de l'année », Free Fire a gagné dans la catégorie « meilleur jeu à vote populaire » de 2019, étant le plus voté par le public au Brésil et en Thaïlande,,.
Garena Free Fire est l'un des jeux mobiles de battle royale les plus populaires, derrière PUBG Mobile, Fortnite Battle Royale et Call of Duty: Mobile. Il est particulièrement populaire en Amérique latine, en Inde et en Asie du Sud-Est. Free Fire était le quatrième jeu le plus téléchargé sur le Google Play Store au quatrième trimestre 2018, et était le quatrième jeu le plus téléchargé dans le monde en 2018 sur iOS et le Google Play Store réunis. Le titre a obtenu environ 182 millions de téléchargements en 2018, ce qui en fait le deuxième jeu mobile de battle royale le plus téléchargé (au-dessus de Fortnite Battle Royale et derrière seulement PUBG Mobile), et a généré environ 19,3 millions de dollars de revenus mensuels jusqu'en décembre 2018, devenant ainsi un succès financier important pour Garena,. En février 2020, Free Fire compte 500 millions de téléchargements sur le Google Play Store.
À la fin du premier trimestre 2021, Free Fire a dépassé PUBG Mobile en termes de revenus aux États-Unis, générant 100 millions de dollars de chiffre d'affaires contre 68 millions de dollars pour PUBG. Les revenus de Free Fire ont bondi de 4,5x par rapport à la même période de l'année précédente.

## Esports
En février 2021, Garena a annoncé la tenue des Free Fire World Series (FFWS), dotées d'une cagnotte de 2 millions de dollars, et qui se sont tenues en mai 2021 à Singapour. En 2020, les FFWS ont été remplacées par les Free Fire Continental Series en raison de la pandémie de COVID-19. La première Free Fire World Series 2022 (FFWS 2022) aura lieu en mai 2022, avec les Play-Ins le 14 mai et les finales le 21 mai. Les qualifications pour le FFWS 2022 se dérouleront dans plusieurs régions au cours des prochains mois, les meilleures équipes obtenant le droit de se battre pour le premier prix. Le FFWS 2022 sera la troisième édition du tournoi mondial le plus attendu du titre, qui rassemble les meilleures équipes du monde pour s'affronter pour être les meilleures.